# Skarifikace
Skarifikace (neboli jizvení) je umělecký způsob zdobení, zkrášlování lidské kůže. Tento souhrnný termín zahrnuje celou škálu uměleckých metod, jež se od sebe velmi výrazně liší, a to dle způsobu svého vytvoření:
- vypalování ornamentů do kůže (tzv. branding),
- vyřezávání ornamentů do kůže (tzv. cutting)
- tetování (tzv. tattoo)

Zjizvení, jako trvalá tělesná modifikace, zahrnuje poškrábání, lept nebo nějaký druh povrchního řezu, provedeného na lidské pokožce.

## Historie
Skarifikace byla užívaná z mnoha důvodů v mnoha různých kulturách:
- Skarifikace byla užívaná pro přechodový rituál v dospívání, nebo značila emocionální stav nositele jizev, jako zármutek, starosti nebo blahobyt, pohodu. To je běžné mezi australskými domorodci a kmeny v okolí řeky Sepik (Nová Guinea).
- Skarifikace jako úmyslné spálení kůže, či vypalování ornamentů do kůže, se nazývá branding. V historii bylo této metody využíváno k označování otroků a kriminálníků. Jednalo se o klasický cejch, který byl vypálen zločincovi na viditelné místo, aby každý poznal, co je zač.
- Māori z Nového Zélandu, užívali ke skarifikaci inkoustovou barvu, aby vytvořili obličejové tetování známé jako „moko“. Moko bylo tetování jedinečné pro každou osobu a zároveň sloužil jako jakýsi podpis.
- V některých kulturách se ženy nechaly dobrovolně zjizvovat, aby ukázaly svou zralost a touhu mít děti.
- Obličejové jizvení byla oblíbená praktika mezi Huny
- Jizvy na obličeji způsobené v šermu jsou mezi evropskými šermíři považovány za znak chrabrosti.[zdroj?]
- Je součástí některých tradičních afrických kmenových přechodových rituálů.[1]

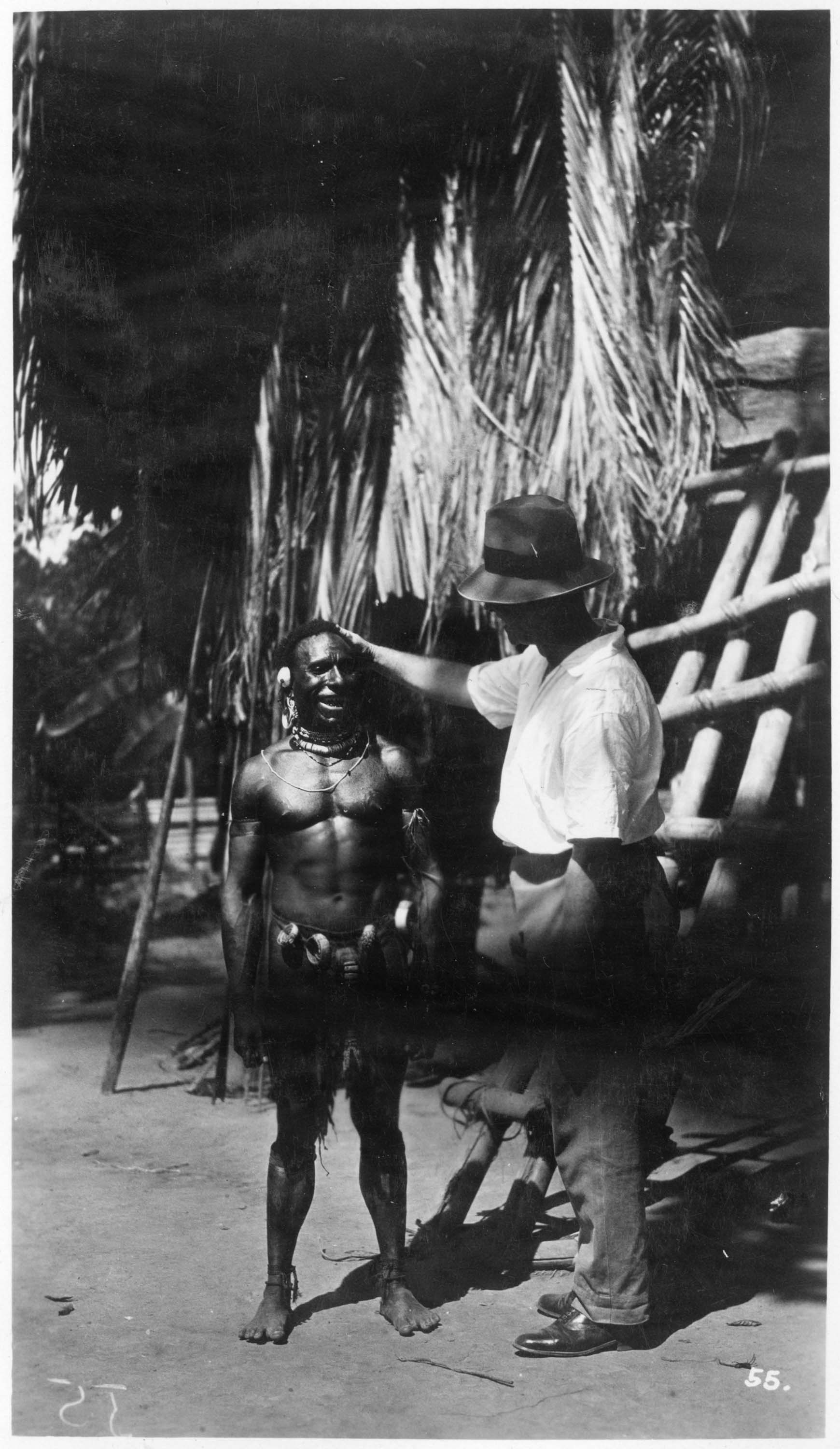
Domorodec z okolí řeky Sepik
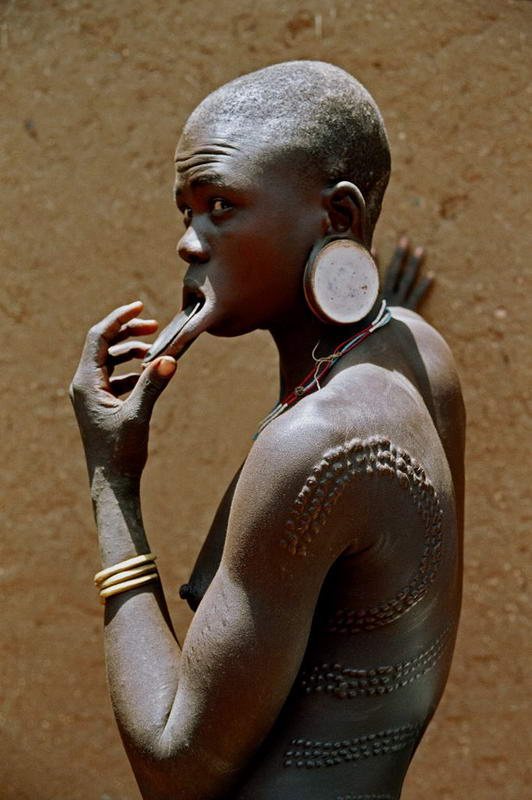
Typická skarifikace na zádech a pažích ženy etnika Mursi, Etiopie

Důvody zjizvování
- Na lidech s tmavší pletí jsou jizvy lépe vidět než tetování.
- Endorfiny jsou během skarifikace uvolňovány, to může vyvolat euforii (způsobit dobrou náladu a pocity štěstí)
- Někteří domorodci v Africe věří, že jizvy je ochrání před nemocemi.
- Jizvy jsou vlastním produktem těla, ne jako u tetování, kde se přidává inkoust.
- Náboženský význam (tj. kulturní antropologie).
- Některá etnika v Africe používají skarifikaci jako identifikaci se svým etnikem, případně klanem nebo širší rodinou (např. súdánští Dinkové, etiopští Mursiové a Surmové). Skarifikace probíhá hlubokým řezem do kůže. Pro dosažení velké vystouplé jizvy se otevřená rána naplní popelem z ohniště a nechá se hojit. Subtilnější skarifikace u žen se realizují méně hlubokými řezy nebo vpichy. Velmi časté jsou skarifikace na rukou a na zádech.[2]

## Varování před nebezpečím
- Skarifikace je úmyslné ublížení nebo poškození kůže, hrozí proto infekce. Nástroje pro práci by měly být zdravotnické, zejména skalpel ,které musí být naprosto čisté. Vhodné je k tomu používat antibakteriálních přípravků. Hlavní je dbát o hygienu.
- Umělec, který vytváří skarifikace, by měl mít alespoň praktickou znalost anatomie lidské kůže, aby předešel příliš hlubokým řezům do masa.